# Le Train du destin
Pour plus de détails, voir Fiche technique et Distribution.
Le Train du destin (Train of Events) est un film britannique réalisé par Sidney Cole, Charles Crichton et Basil Dearden, sorti en 1949.

## Synopsis
Un accident du train Londres-Liverpool va changer le destin de plusieurs passagers.

## Fiche technique
- Titre original : Train of Events
- Titre français : Le Train du destin
- Réalisation : Sidney Cole (sketch le conducteur du train), Charles Crichton (sketch le compositeur) et Basil Dearden (sketches l'acteur et le prisonnier de guerre)
- Scénario : Basil Dearden, T.E.B. Clarke, Ronald Millar, Angus MacPhail
- Direction artistique : Malcolm Baker-Smith, Jim Morahan
- Costumes : Anthony Mendleson, Victor Striebel
- Photographie : Lionel Banes, Gordon Dines
- Son : Arthur Bradburn, Leonard Bulkley
- Montage : Bernard Gribble
- Musique : Leslie Bridgewater
- Production : Michael Balcon
- Production associée : Michael Relph
- Société de production : Ealing Studios
- Société de distribution : General Film Distributors
- Pays de production :  Royaume-Uni
- Langue originale : anglais
- Format : Noir et blanc  — 35 mm — 1,37:1 — son mono
- Genre : Film à sketches
- Durée : 88 minutes
- Dates de sortie : 
  - Royaume-Uni : 16 août 1949
  - France : 23 février 1951

## Distribution

### The Actor
- Peter Finch : Philip
- Mary Morris : Louise
- Laurence Naismith : Joe Hunt
- Doris Yorke : Mme Hunt

### The Prisoner-of-War
- Joan Dowling : Ella
- Laurence Payne : Richard
- Olga Lindo : Mme Bailey

### The Composer
- Valerie Hobson : Stella
- John Clements : Raymond Hillary
- Irina Baronova : Irina
- John Gregson : Malcolm

### The Engine Driver
- Jack Warner : Jim Hardcastle
- Gladys Henson : Mme Hardcastle
- Susan Shaw : Doris Hardcastle
- Patric Doonan : Ron Stacey